# What the Hell Are We Dying For?
What the Hell Are We Dying For? è un singolo del cantautore canadese Shawn Mendes, pubblicato il 9 giugno 2023.

## Pubblicazione
Il brano è stato annunciato a sorpresa l'8 giugno 2023. Mendes ha rivelato di aver lavorato al brano nel giro di due giorni tra scrittura, registrazione e produzione, nonché quanto fosse importante per lui rilasciarlo il prima possibile e condividerlo "in tempo reale". La canzone è stata ispirata dagli incendi boschivi avvenuti in Canada nello stesso anno e ciò si riflette sia nel testo che nella copertina del singolo, una fotografia della città di New York immersa nella nube tossica causata dal fumo degli incendi. Insieme al brano, Mendes ha anche fornito diversi riferimenti per raccogliere fondi a favore della Croce Rossa canadese, dopo aver fatto egli stesso una donazione a favore dell'organizzazione.
L'utilizzo della copertina ritraente la città di New York ha causato anche alcune critiche, con Mendes che è stato accusato di utilizzare i tragici incendi canadesi e il cambiamento climatico per promuovere la propria musica.

## Tracce
Testi e musiche di Shawn Mendes, Eddie Benjamin, Michael Sabath e Scott Harris.
Download digitale, streaming
1. What the Hell Are We Dying For? – 3:49